# Jim Freid
Jim Freid (Niederuzwil, Sankt Gallen kanton, 1994. szeptember 27. –) svájci–holland származású labdarúgó, aki a St. Gallen játékosa.

## Külső hivatkozások
- Transfermarkt profil
- FC St. Gallen profil